# Гера Угрюмова
Ге́ра Угрю́мова (род. 2002, Нижневартовск, Тюменская область) — российская активистка и журналистка, основательница правозащитного проекта «Искра», базирующегося в Италии. Получила известность благодаря своей деятельности по защите прав россиян за границей после эмиграции из России в 2022 году. Занимается отправкой запросов в европейские банки, авиакомпании и государственные структуры по поводу случаев дискриминации граждан России.

## Биография
В 2022 году Гера Угрюмова училась на третьем курсе факультета журналистики Российского университета дружбы народов (РУДН). После начала полномасштабного вторжения России на Украину, столкнувшись с невозможностью заниматься независимой журналистикой в России, Угрюмова покинула университет и эмигрировала из страны.
В мае 2022 года Угрюмова вместе с подругой получила туристическую визу в Италию, где подала заявку на политическое убежище. Процесс легализации занял около года; постоянный ВНЖ Угрюмова получила в конце мая 2023 года. В период ожидания статуса она сталкивалась со сложностями, включая трудности с получением итальянской ID-карты и открытием банковского счёта, проживала в шелтерах для беженцев. На получение всех необходимых документов ушло полтора года. Сразу после переезда Угрюмова также занималась волонтёрской помощью украинским беженцам в Италии.

## Общественная деятельность
В сентябре 2023 года, столкнувшись с неясностью относительно интерпретации санкций ЕС, касающихся ввоза личных вещей и автомобилей россиянами, Угрюмова связалась с пресс-атташе Еврокомиссии для получения разъяснений, представившись независимой журналисткой. Полученный ответ и общественный резонанс на её пост об этом в Твиттере (ныне X) побудили её заняться системной защитой прав россиян за рубежом.
Угрюмова основала правозащитный проект «Искра», который базируется в Италии и занимается борьбой с дискриминацией россиян за рубежом. Работа проекта ведётся на фоне широко распространённой проблемы, когда европейские банки отказывают в открытии или закрывают счета обычным россиянам, не находящимся под санкциями, из-за чрезмерной осторожности, неверного толкования правил или внутренних политик управления рисками, как отмечало агентство Reuters. Проект собирает жалобы от россиян, сталкивающихся с различными проблемами в эмиграции (отказы в аренде жилья и автомобилей, оформлении медицинских страховок, ВНЖ и др.). Деятельность «Искры» включает:
- Проблемы с банками и платёжными системами: рассылка запросов в банки и Центробанки разных стран по поводу отказов в открытии или закрытии счетов россиянам[4]. По данным, приведённым агентством Reuters в феврале 2025 года* со ссылкой на Геру Угрюмову, её организация «Искра» с начала полномасштабного вторжения России в Украину помогла отменить около 5000 решений банков, направленных против россиян, и подготовила судебные иски против 42 кредитных организаций[3]. В октябре 2023 года Угрюмова заявила, что платёжная система Visa разослала банкам в странах, граничащих с Россией и не входящих в ЕС, документ с рекомендацией (или требованием) не выдавать карты россиянам-нерезидентам, даже имеющим разрешение на проживание. Она опубликовала скриншот документа, якобы направленного азербайджанскому банку, и сообщила о возможных штрафах до 1 млн долларов для банков-нарушителей[1]. По её словам, полученным от проекта Liber.Money, на встрече представителей Visa с ЦБ и банками Азербайджана было подтверждено, что документ касается россиян[1]. «Новая газета Европа», освещавшая эту историю, отметила, что представители Visa на запрос не ответили, а эксперт Арсен Казибеков уточнил, что упоминаемый документ мог быть разослан ещё в апреле 2022 года и что банки интерпретировали его как антироссийский, хотя прямо это в тексте не указано[1]. На основе ответов банков составляются инструкции для россиян[4].
- Проблемы с авиакомпаниями: сбор информации об авиакомпаниях, отказывавших россиянам в посадке на рейс, и направление им запросов[4].
- Проблемы с образованием: Угрюмова помогает как минимум одной студентке, получившей отказа при поступлении в европейский ВУЗ со ссылкой на «санкции» без конкретного указания конкретной санкции; Угрюмова утверждает, что подобных санкций не существует[5].
- Консультации и помощь: Проект «Искра» также предоставляет консультации по легализации и оказывает финансовую помощь россиянам, оказавшимся в трудной жизненной ситуации[2].

Для сбора информации о случаях дискриминации используется Telegram-бот. Угрюмова заявляет, что её цель — добиться корректного исполнения законов и санкций, без «переисполнения» со стороны отдельных институций, подчёркивая право легальных резидентов ЕС, включая россиян, на базовый банковский счёт согласно директивам ЕС.

## Реакция и признание
Деятельность Угрюмовой привлекла внимание в российском сегменте интернета и среди российской оппозиции в эмиграции. Её блог в Твиттере (X) значительно вырос. С ней связывался политик Максим Кац, её приглашали для участия в конференции Антивоенного комитета. О её работе писали независимые СМИ, в частности «Холод», «Эхо», «Новая газета Европа» и международное агентство Reuters.
В июле 2024 года Угрюмова оказалась в центре публичного конфликта в соцсети X. Поводом послужил её рассказ о споре с арендодателем, которая отказалась возвращать депозит и потребовала доплату за коммунальные услуги, при этом, по словам Угрюмовой, договор аренды не был заключен по инициативе самой владелицы, а других вариантов жилья активистка найти не смогла. Ситуация вызвала критику со стороны некоторых общественных деятелей и журналистов. Политик Сергей Бойко обвинил Угрюмову в уходе от налогов путём аренды «вчёрную» и усомнился в отсутствии альтернатив. Журналист Алексей Ковалёв опубликовал информацию о личной жизни активистки (позже частично удалив её) и высказал предположение, что Угрюмова ранее получала «путинские гранты». Эту линию поддержал политик Леонид Волков, проведя параллели с работой спецслужб. Основатель «Общества защиты интернета» Михаил Климарёв поставил под сомнение известность и значимость деятельности Угрюмовой.
В ответ Угрюмова пояснила, что упоминаемые «гранты» связаны с её работой в подростковом возрасте (15 лет) в рамках профориентации для медиа, которое получало господдержку, а не с получением гранта лично ею. Она также заявила, что арендовала жильё без договора из-за отсутствия других вариантов, кроме как «остаться на улице». Угрюмова направила Алексею Ковалёву досудебную претензию с требованием извинений и компенсации репутационного ущерба в размере 25 тысяч евро за клевету о получении денег от Кремля, пригрозив обращением в суд.
Другие комментаторы, включая журналиста Михаила Литаврина и блогерку Ульяну Яппарову, выступили в защиту Угрюмовой, указывая на её активную помощь релокантам и необоснованность части претензий. Угрюмову также поддержала журналистка Юлия Латынина.
Угрюмова сталкивалась и с иной критикой: от украинцев, требующих от россиян покинуть Европу; от тех, кто отрицает существование описываемых ею проблем дискриминации; и от россиян, оставшихся в России.
Угрюмова получала предложения о сотрудничестве с политическими силами, но по состоянию на октябрь 2023 года заявляла о намерении сохранять независимость.

## Финансирование
Свою деятельность и проект «Искра» Гера Угрюмова финансирует за счёт пожертвований, сбор которых она организовала через свои аккаунты в социальных сетях. Угрюмова также отмечала, что публичное обсуждение конфликта в июле 2024 года помогло собрать средства на работу её проекта.